# پاکیزگی
پاکیزگی به شرایطی اطلاق می‌شود که عاری از آلودگی یا مواد زائد است. این مفهوم در حوزه‌های گوناگونی مانند محیط زیست، اماکن عمومی و شخصی، بهداشت فردی و فرآیندهای صنعتی قابل بررسی است. حفظ شرایط پاکیزه معمولاً مستلزم انجام مجموعه‌ای از اقدامات است که با هدف زدودن یا پیشگیری از تجمع عناصر ناخواسته انجام می‌شود. رعایت یا عدم رعایت معیارهای پاکیزگی می‌تواند تأثیرات قابل ملاحظه‌ای بر عملکرد سیستم‌های طبیعی، سلامت موجودات زنده و کارایی فرآیندها داشته باشد. اهمیت نسبی پاکیزگی و روش‌های دستیابی به آن، با توجه به چارچوب‌های فرهنگی، استانداردهای علمی و مقررات خاص هر جامعه، ممکن است متفاوت باشد.

## معنای پاکیزگی

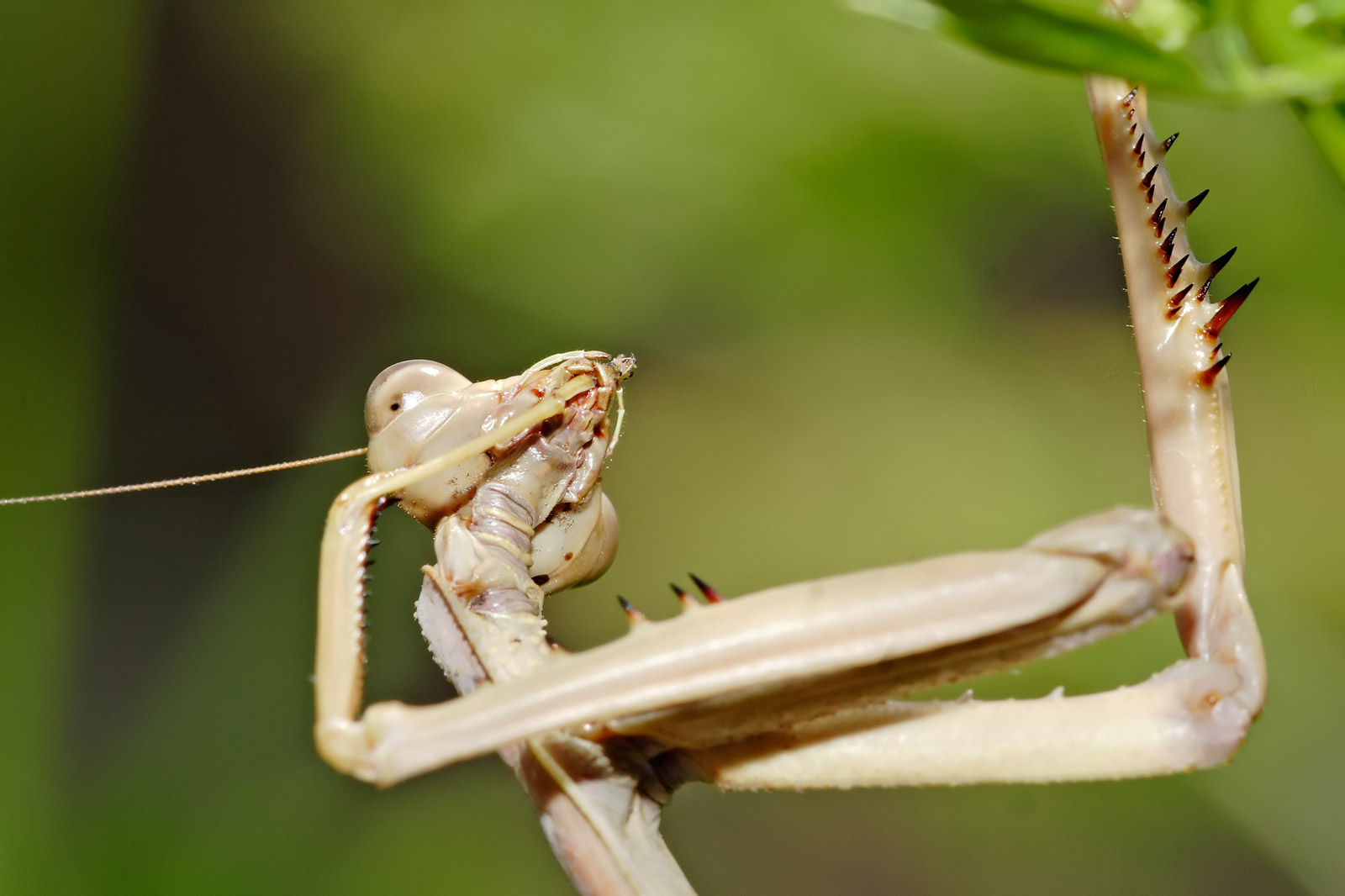
یک آخوندک بزرگ قهوه‌ای در حال تمیز کردن خود.

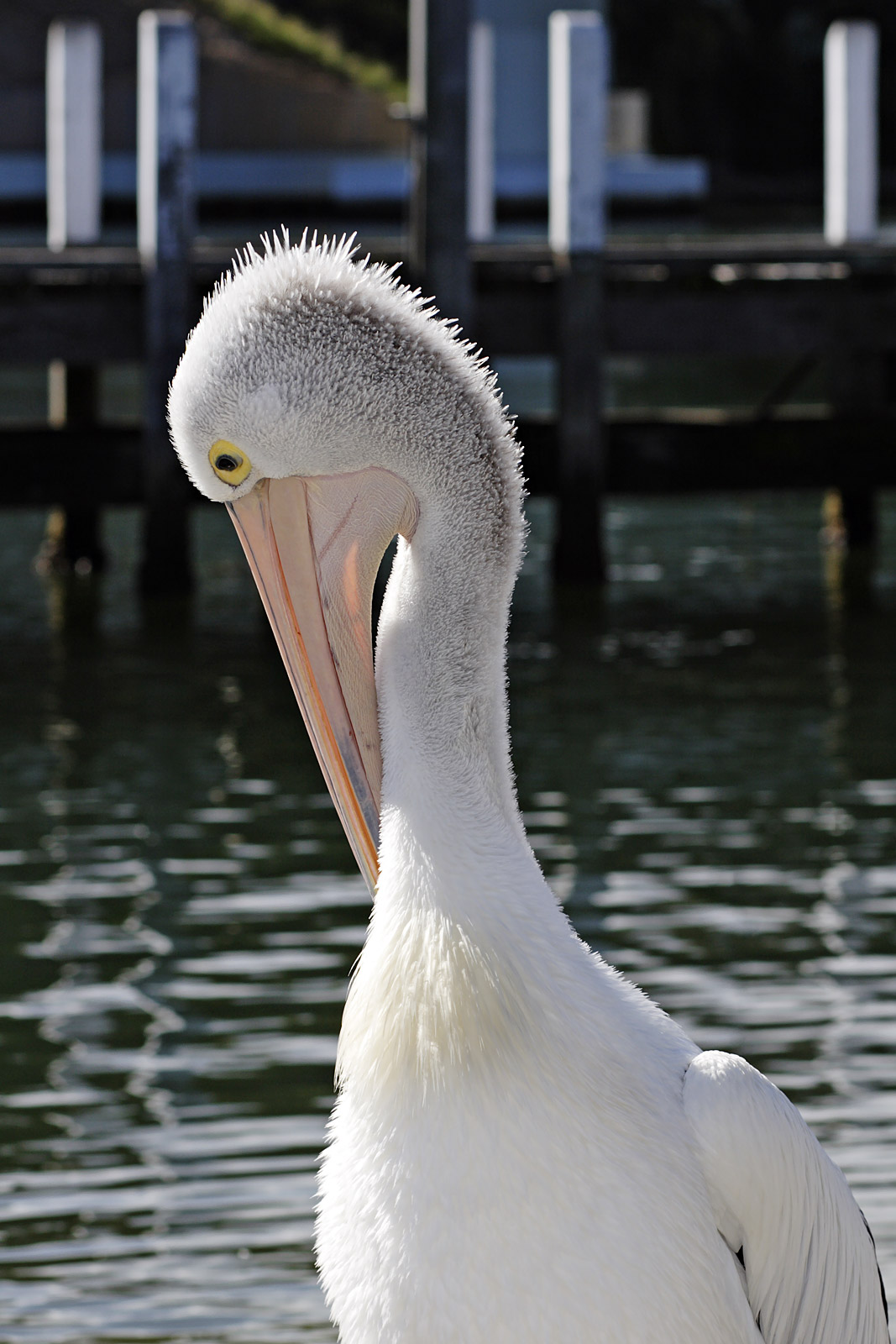
یک پلیکان در حال تمیز کردن خود.

به نبود یا کم بودن آلایش در مکان یا پدیده‌ای، پاکیزگی (به انگلیسی: Cleanliness) یا تمیزی گفته می‌شود.
منظور از آلایش می‌تواند گرد و غبار، لکه‌ها، بوهای ناخوشایند و آشغال باشد. در حالتی که این اصطلاح در امور غیرمادی استفاده شود (برای نمونه «پاکیزگی اخلاقی»)، منظور از آلایش‌ها، مواردی است همچون رشک و بدخواهی و پیمان‌شکنی.

### دلالت مفهومی پاکیزگی
پاکیزگی، هم به معنای وضعیت و و هم به معنای عمل است؛ پاکیزگی به وضعیت تمیزبودن و پاکبودن از ذرات، آلودگی، زباله و کثافات و یا مواد زاید و پسماند ها اشاره می‌کند و همچنین بر به دست آوردن این وضعیت و نگهداشتن آن دلالت دارد. 
پاکی و پاکیزگی کیفیتی مطلوب و پسندیده است و همسو با خیر و خوبی دانسته می‌شود که دستاورد اهتمام به آن نه تنها سلامت، بلکه زیبایی نیز می‌تواند باشد. پاکیزگی می‌تواند بیانگر ویژگی انسانهایی باشد که تمیزی را حفظ و در کثیفی اجتناب میکنند؛ از این رو می‌توان گفت که پاکیزگی مفهومی ارزشی و دارای بار عاطفی مثبت است.

### هدف از پاکیزگی
هدف از پاکیزگی معمولاً تندرستی، زیبایی، بهبود عملکرد، جلوگیری از بوهای زننده و جلوگیری از شرمندگی است.
در مورد مواد شیشه‌ای همچون پنجره‌های هدف از پاکیزگی معمولاً دیدپذیری و شفافیت است.
در برخی موارد همچون در مورد دستگاه‌هایی مانند رایانه، پاکیزگی می‌تواند برای عملکرد دستگاه نیز مهم باشد.
گرد و غبار ناشی از محیط سبب می‌شود لایه‌ای از غبار بر روی قطعات سخت‌افزاری دستگاه‌ها نشست کند که این امر سبب ایجاد یک مقاومت استاتیک شده و در نتیجه گرما در محیط گرد و غباری افزایش پیدا می‌کند.
برطرف‌کردن آلاینده‌ها معمولاً از راه نمناک یا خیس کردن سطوح و سپس شستن و پاک کردن آن سطح صورت می‌گیرد. گردگیری به روش خشک نیز از راه‌های پاکیزه کردن محیط است.
تفکیک زباله و بازیافت نیز از روش‌های نوین پاکیزه نگاه داشتن محیط است.
زیاده‌روی در پاکیزگی نیز می‌تواند باعث آسیب‌پذیری بدن شود. برای نمونه پژوهش‌هایی نشان داده که کودکانی که در محیط بیش از حد تمیز نگهداری می‌شوند و هیچ تماسی با محیط طبیعی پیرامون خود ندارند، بیش از دیگران به بیماری‌های التهابی روده دچار می‌شوند.
به گفتهٔ پژوهشگران، تلاش بیش از حد برای پاکیزه نگهداشتن کودکان، منجر به ضعف دستگاه ایمنی آنان می‌شود.
در زندگی روزمره، گرد و خاک محیط معمولاً بر سطوح وسائل صوتی‌تصویری، شیشه‌ها، پنجره‌ها، ویترین مغازه‌ها، کفپوش‌ها و بدنه خودروها نشست زیادی دارد. لکه‌های پس از خشک شدن محیط‌های خیس نیز بر سرویس‌های بهداشتی و شیرآلات تأثیر زیادی دارند.

### حوزه معنایی؛ پاکیزگی یاطهارت
پاکیزگی در آنجا که به پاک بودن از پلیدی ها اشاره دارد، به مفهوم پاکی، خلوص، طهارت نزدیک می‌شود که میتواند از جنبه‌های طبیعی و مادی فراتر رفته و به جنبه‌های اخلاقی و آیینی و معنوی و دینی نیز راه پیدا کند. حکمت‌های کهن به این ارتباط اشاره داشته و دارند. تعابیری همچون «پاکیزگی، همسایه ملکوت است». در حالی که طهارت و پاکی، بیشتر جنبه‌ای فردی دارد، پاکیزگی و نظافت، بیشتر در ارتباط و تعامل یک پدیده با دیگر چیزها معنا پیدا میکند؛ از اینرو پاکیزگی در خصوص انسان می‌تواند حوزه‌ی روابط طبیعی و انسانی او را دربرگیرد و از جنبه‌های اکولوژیک، اجتماعی و... مدنظر قرار گیرد. پاکیزگی نوعی وجاهت و جایگاه قابل احترام برای افراد به ارمغان می‌آورد و در فرهنگهای انسانی، جنبه‌ای ارزشی پیدا میکند؛ از این رو در روابط داخلی یک جامعه میتواند معیاری در رده‌بندی و طبقه اجتماعی باشد؛ در روابط میان جوامع نیز می‌تواند معیار برتری فرهنگی به حساب آید.

## پاکیزگی در ادیان
پاکیزگی در ادیان مختلفی مورد توجه است؛ در مسیحیت آیین‌های مختلف پاک‌شدن وجود دارد که در ارتباط با عادت ماهیانه زنان، تولد نوزاد، روابط جنسی قربانی حیوانات و... است. در هندوییسم، پاکیزگی یک فضیلت با اهمیت است و در بهاگاوادگیتا پاکیزگی کیفیتی ملکوتی است که انسان باید آن را در عمل رعایت کند.

### پاکیزگی در اسلام
اسلام به پاکیزگی و بهداشت فردی بسیار اهمیت می‌دهد و توصیه‌های بسیاری به صورت مستقیم و غیرمستقیم درباره آن دارد. 
پاکیزگی جزو اولین آداب و آموزه‌های اسلام است که یک مسلمان فرا می‌گیرد؛ مسلمان فردی تمیز و نظیف است؛ بهداشت و نظافت به اعمال عبادی روزانه مسلمان پیوند خورده است؛ از این رو تعهد به امور و مناسک دینی با بهداشت و در نتیجه سلامت طبیعی را به همراه دارد.
در دین اسلام، پاکیزگی یا طهارت، اگرچه جنبه جسمی و فیزیکی یا بهداشت و نظافت فردی را شامل می‌شود اما مفهومی گسترده‌تر و فراتر از آن است. بحث پاکیزگی در فقه، با عنوان «کتاب الطّهارة»  مطرح می‌شود: اینکه چه چیزهای پاک و طاهر و چه چیزهای ناپاک و نجس هستند؛ انسان از چه چیزهایی باید پاک شود؛ چگونه بایست پاک شد؛ چه آبی برای طهارت قابل استفاده است و... از این جمله است. 
وضو گرفتن برای نمازهای پنجگانه، علاوه بر اینکه بخشی ازمناسک عبادی است، با مستحبات بهداشتی همچون مضمضمه آب، استنشاق کردن،‌مسواک زدن و... همراه است. اسلام پاداش نماز با مسواک را معادل هفتاد رکعت می‌داند و پیامبر نیز همواره مسواکش را همراه خود داشت. حمام گرفتن عبادی یا همان غسل نیز در همین راستا قابل توجه است؛ برای مرد یا زن مسلمان، در موقعیتهای مختلف مادی و معنوی، شستن تمام بدن، واجب (غسل میت، غسل جنابت، غسل حیض) یا مستحب (غسل هفتگی جمعه، یا روزها و شبهای مناسبت‌ها) شده است.